# Leonardo Sapere
Leonardo Sapere (Buenos Aires, 18 agosto 1972) è un violoncellista argentino naturalizzato italiano.

## Biografia
Leonardo Sapere è un musicista Italo-Argentino. 
Nato a Buenos Aires, comincia a studiare violoncello all'età di 7 anni sotto la guida del M° Nicolas Finoli.
A 13 anni vince, per concorso, il posto di primo violoncello nell'Orchestra giovanile della Radio Nazionale Argentina, ruolo che ricopre per i successivi quattro anni.
Nel 1989 si trasferisce in Europa e in seguito in Italia, dove, sotto la guida del M° Mario Finotti, si diploma a pieni voti 
nel 1996 al Conservatorio E. F. Dall'Abaco di Verona. 
Nel frattempo, tra il 1995 e il 2000 frequenta una masterclass di 5 anni con il M° Mario Brunello presso la fondazione Romano Romanini di Brescia.
Frequenta inoltre diversi corsi di violoncello e musica da camera con Radu Adulescu, Alberto Lysy e Stanimir Todorov presso la
Menuhin Academy di Blonay.
È vincitore di importanti premi nazionali e internazionali (Rovere d'oro, Moncalieri e altri); tra gli altri ha vinto il premio al 
concorso di Castelfranco Veneto per la migliore interpretazione della sonata per violoncello di Debussy.
Dal 1995 fa parte del Quintetto Estravagario, con cui propone musiche di Astor Piazzolla.
In duo con il pianista Giannantonio Mutto si esibisce in recital dedicati alla musica afroamericana, latinoamericana e sudamericana. 
È stato primo violoncello della Pegasus Chamber Orchestra e dell'Orchestra Filarmonica di Udine e ha collaborato con l'Orchestra di Padova e del Veneto e con l'Orchestra Accademia I Filarmonici di Verona.
Svolge un'intensa attività cameristica nei più prestigiosi festival e centri musicali europei e americani. 
È fondatore dell'Ensemble Arstudium.
Registra inoltre per diverse case discografiche (Dynamics, Carish, Panarecord, Naxos).
Dal 2006 è primo violoncello de I Virtuosi Italiani.
Ha inoltre al suo attivo un'intensa attività cameristica in Italia e all'estero e si occupa anche del repertorio argentino 
con il suo trio di tango TangoX3.
Nel 2015 fonda il trio d'improvvisazione Giubileos, assieme al percussionista Sbibu e al cantante Guillermo Gonzales, 
con l'intento di esplorare i confini della musica classica e della world music, alla ricerca di nuovi percorsi musicali e sonori.

## Discografia
Musica al tempo di Toulouse-Lautrec
ARTS
Boccherini string Quintets
BRILLIANT
Bonporti Sonate op.4 e op.6 per 2violini, violoncello e cembalo
DYNAMIC
Bonporti Invenzioni op.10 - Sonate op.7 per violino, violoncello e cembalo
DYNAMIC
Caro amore
NETTLE
Chamuyando en Lunfardo
PANASTUDIO
Recuerdo de Milonga
ESTRAVAGARIO
Vorìa Cantar Verona
ESTRAVAGARIO
COSI' SI BALLA IL TANGO
Orchestra Accademia I Filarmonici e TangoX3
Dedicado a...
MELA MUSIC